# 红肠

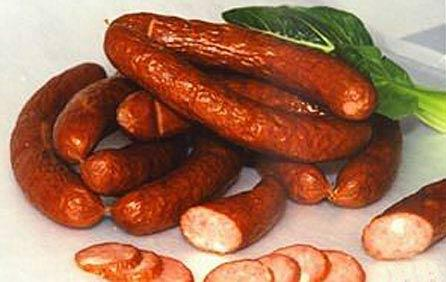
哈尔滨红肠

红肠是一種源自立陶宛、外观呈枣红色的香腸，肠体干燥，肠衣表面有均匀皱纹，具有烟熏的风味。可能源自斯基蘭迪斯香腸，也和邻近的“乡村”波兰香肠相似。在香港被視為是燒味。

## 历史
1897年，随着中东铁路的修建，许多俄国人和其他国家的人来到哈尔滨。1900年，俄罗斯商人伊万·雅阔列维奇·秋林在哈尔滨市创建了秋林洋行。1909年，在一名立陶宛员工的努力下，在道里商务街建立了秋林灌肠庄，生产立陶宛风味的香肠，被称为立多夫斯香肠（直译：立陶宛香肠），俗称里道斯香肠。因为香肠颜色呈红色而称为红肠，又因当时立陶宛属于俄罗斯，故也被称为俄罗斯红肠。

## 加工
红肠主要成分为猪肉，传统上经常会加入不超过半数的牛肉。瘦肉（约80%）和切丁的肥肉（约10%，也有换成猪油的）加入淀粉（约7%）、食盐（< 3%）、香辛料（传统为大蒜和胡椒，但也有其他风味的）组合，经过腌制、制馅、灌制、烘烤、煮制、烟熏等工序制成。